# پلاتو (مینه‌سوتا)
پلاتو، مینه‌سوتا (به انگلیسی: Plato, Minnesota) یک شهر در ایالات متحده آمریکا است که در شهرستان مک‌لئود، مینه‌سوتا واقع شده‌است.

## خصوصیات
پلاتو ۰٫۹۳ کیلومترمربع مساحت و ۳۲۰ نفر جمعیت دارد و ۳۰۴ متر بالاتر از سطح دریا واقع شده‌است.